# Транспорт в Гондурасе

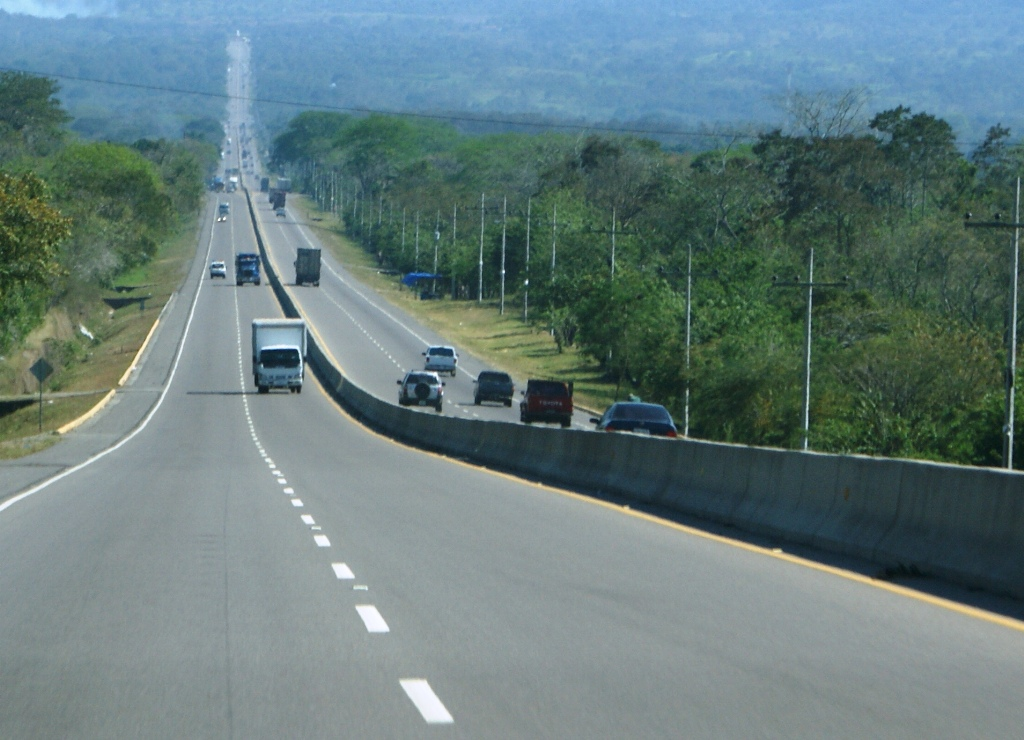
Автострада в Гондурасе

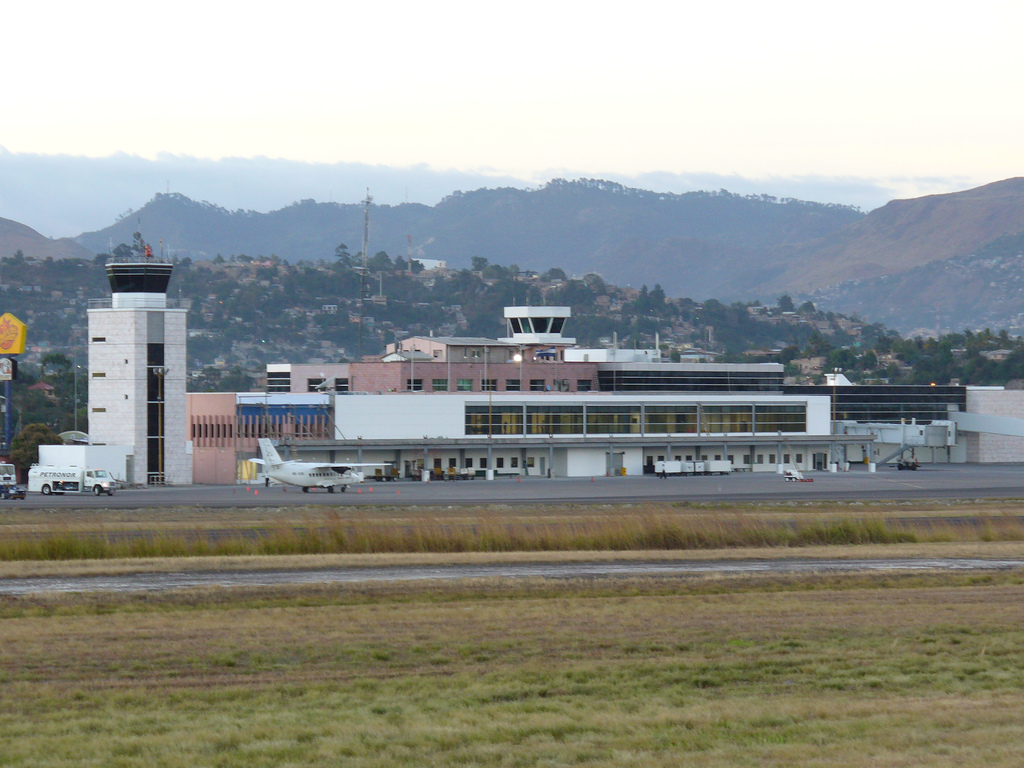
Международный аэропорт Тонконтин (Тегусигальпа)

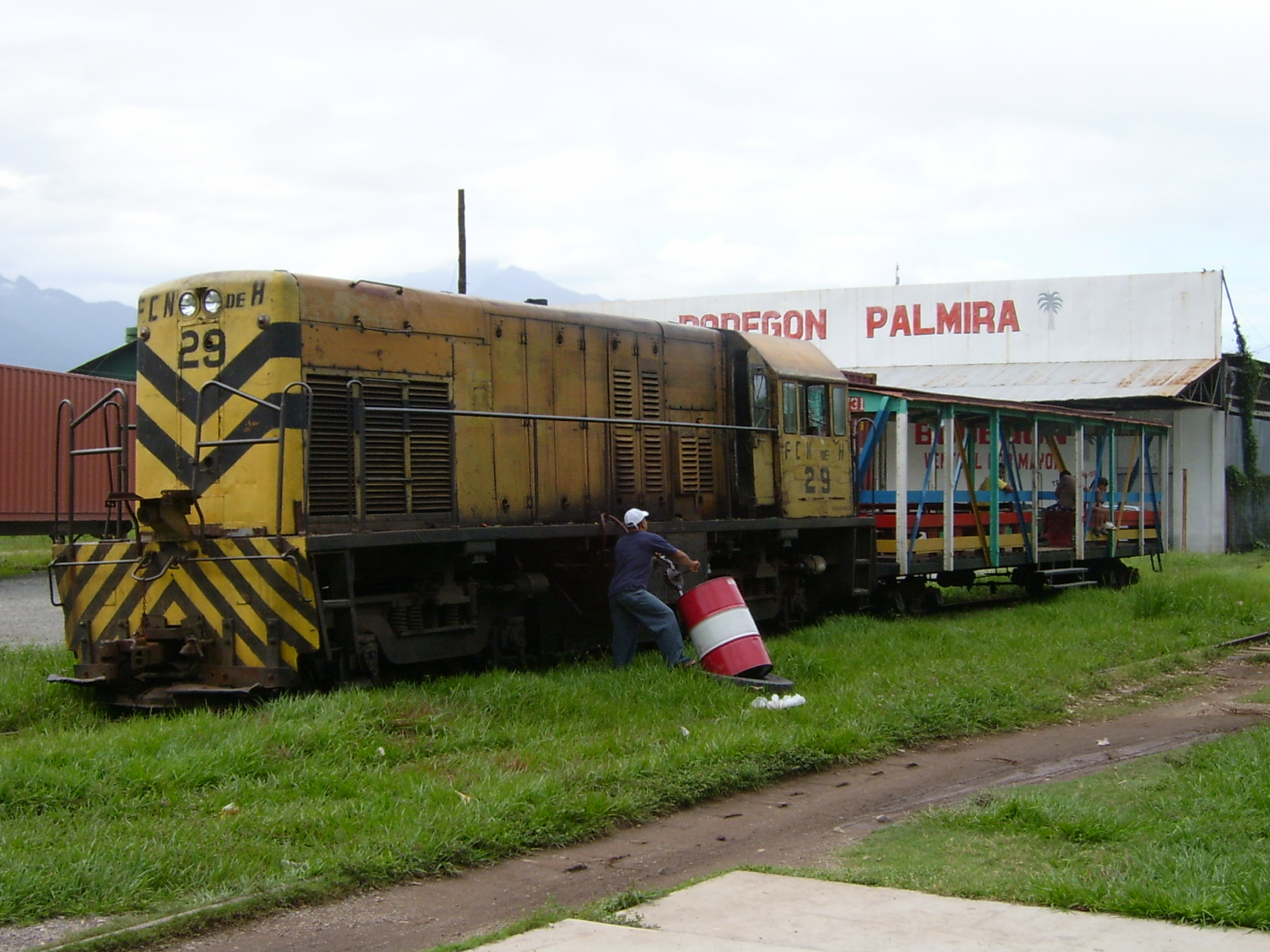
Пассажирский поезд в Ла-Сейбе 11 января 2005 года. Механик заправляет топливо в бак локомотива вручную из бочки. К локомотиву прицеплен раскрашенный пассажирский вагон, переделанный из товарного, у которого сняли боковые стенки.

Транспорт в Гондурасе — статья о транспорте в Гондурасе, стране в Центральной Америке.

## Железные дороги
- Общая протяженность 699 км.

Из них узкой колеи — 349 км:
- 1,067 мм (3 фута 6 дюймов) — 246 км;
- 914 мм (3 фута) — 103 км.

Железнодорожное сообщение с соседними странами отсутствует.

## Автомобильные дороги
- с твёрдым покрытием — 3367 км;
- немощеные — 11 357 км (состояние на 2012 год).

Автомобильные магистрали с разделительной полосой постепенно строятся в основных населенных районах Гондураса. Однако на них нет ограничений по типам транспортных средств и разрешается движение любых видов транспорта. Тем самым скорость движения по ним существенно замедляется.
Действующие автомагистрали:
- Сан-Педро-Сула — Пуэрто-Кортес — протяженность 56 км;
- Сан-Педро-Сула — Эль-Прогресо — протяженность 27 км;
- Сан-Педро-Сула — Вильянуэва — протяженность 24 км;
- Кольцевая дорога в Тегусигальпе — протяженность 27 км;
- Тегусигальпа — Тамара — протяженность 23 км.

## Водные пути
465 км, проходимых для малых судов, главным образом вдоль северного побережья (Карибское море).

## Порты и гавани

### Атлантический Океан
- Пуэрто-Кортес (население 126 009 жителей) — морские ворота города Сан-Педро-Сула;
- Тела (население 99 294 жителя);
- Ла-Сейба (население 204 140 жителей);
- Пуэрто-Кастилья (население 1200 жителей), расположен в 20 км от Трухильо;
- Роатан (население 44 657 жителей).

### Тихий Океан
- Сан-Лоренцо (население 43042 жителя).

### Другие
- Пуэрто-Лемпира (население 50268 жителей).

## Торговый флот
Всего 306 судов вместимостью 1000 или более брутто-регистровых тонн.

Общая вместимость судов 848 150 БРТ (дедвейтный тоннаж 980 995 тонн).

### Суда по типам
Данные на 1999 год:
| - Балкеры — 26; - Грузовые суда — 187; - Танкеры для химических грузов — 5; - Контейнеровозы — 7; - Суда для перевозки скота 1; - Пассажирские суда — 2; | - Грузопассажирские суда — 4; - Нефтяные танкеры — 43; - Рефрижераторные суда — 15; - Ролкеры — 9; - Пассажирские морские паромы — 5; - Суда для перевозки автомобилей — 2. |

Из них под «удобными флагами»
Данные на 1998 год:
- Россия — 6 судов;
- Вьетнам — 1 судно;
- Сингапур — 3 судна;
- КНДР — 1 судно.

## Аэропорты
Всего 119 (данные на 1999 год).
Основные международные аэропорты: Рамон Вильеда Моралес (Сан-Педро-Сула) и Тонконтин (Тегусигальпа).
Другие международные аэропорты: Хуан Мануэль Гальвес (остров Роатан) и Голосон (Ла-Сейба).

### Аэропорты с твердым покрытием взлетно-посадочных полос
Данные на 1999 год:
Всего 12.
С длиной взлетно-посадочной полосы:
- от 2,438 до 3047 м — 3;
- от 1,524 до 2437 м — 2;
- от 914 до 1523 м — 4;
- менее 914 м — 3.

### Аэропорты с грунтовыми взлетно-посадочными полосами
Данные на 1999 год:
Всего 107.
С длиной взлетно-посадочной полосы:
- от 1,524 до 2437 м — 2;
- от 914 до 1523 м — 21;
- менее 914 м — 84.